# Pagrus cinctus
Espèce
Pagrus cinctus est une espèce éteinte de poissons de la famille des sparidés. Le genre est aussi désigné sous le nom de Sphaerodus par Louis Agassiz en 1839 (Pycnodontidae), et Chrysophrys par Quoy & Gaimard en 1824. Les genres ou espèces actuels correspondants ou affines sont Diplodus, Pagrus pagrus, Pagrus major et Pagrus auratus.

## Description
Pagrus cinctus est très commun dans le Miocène et le Pliocène de la province paratéthysienne et de la Méditerranée, avec des découvertes en France, Espagne, Italie, Malte, Autriche, Slovénie, République tchèque, Slovaquie, Pologne, Algérie, Libye. On en trouve de nombreuses références dans Soster & Kovalchuk, 2016.
Ces restes fossilisés sont présents dans les faluns de Bretagne. Ils sont caractérisés par des dents antérieures coniques, des molaires rondes et sphériques, et jusqu'à une taille centimétrique.

## Source
- Fossiles, revue, n°30, 2017. Les fossiles oligocènes-miocènes des environs de Rennes.